# Barrage sur le Nil
Barrage sur le Nil est un roman d'intrigues et d’anticipation politique de l’écrivain français Christian Jacq. Il a été publié en 1994.

## Synopsis
En Égypte, l’archéologue Mark Walker constate les dégradations des vestiges antiques qu’il découvre à cause de la proximité du bassin-réservoir du gigantesque barrage d'Assouan. Mais, le jour où elle venait le rejoindre, sa future femme est assassinée avec d'autres passagers d'un bus. Walker cherche à connaître les véritables responsables : terroristes islamistes ou forces du gouvernement.

## Analyse
Ce roman est un thriller habituel où le héros cherche à découvrir la vérité. La description des aléas politiques égyptiens se veut la plus fidèle possible à l’Égypte des années 1990. 
Le récit de Jacq se caractérise par une fin dans laquelle un attentat provoque une catastrophe meurtrière : le barrage d’Assouan est détruit et une vague déferle et ravage toute la vallée du Nil jusqu’au Caire. Tout comme plusieurs romans d'intrigues et d'espionnage d'auteurs américains, cette fin montre que les romanciers imaginaient des attentats d'une ampleur inédite dès les années 1990, avant les attentats du 11 septembre 2001.